# Eugen Brixel
Eugen Brixel (* 27. März 1939 in Mährisch Schönberg, Sudetenland; † 16. Oktober 2000 in Graz) war österreichischer Komponist, Musiker und Musikwissenschaftler. Schwerpunkt seiner Arbeit war die internationale Blasmusikforschung.

## Leben
Eugen Brixel wurde 1939 im Sudetenland in der Stadt Mährisch-Schönberg geboren. Im Zweiten Weltkrieg, durch die Tschechen vertrieben, gelangte seine Familie schließlich nach Wien, wo er seine Pflichtschulzeit bei den Schulbrüdern absolvierte. Zunächst erlernte Eugen Brixel gemäß dem Wunsch seiner Eltern den Drogistenberuf. Am 12. Juni 1956 legte er die Drogistenfachprüfung ab, doch seine Leidenschaft gehörte dem Klarinettenspiel.
Ab seinem sechzehnten Lebensjahr studierte er bei Leopold Wlach und Karl Österreicher an der Wiener Musikakademie (heute Universität für Musik und darstellende Kunst Wien) das Fach Klarinette und schloss dieses Studium 1962 mit Auszeichnung ab. Nach der am 11. Oktober 1960 bestandenen Externistenmatura studierte er auch an der Universität Wien die Fächer Theaterwissenschaften, Musikwissenschaft und Psychologie, wo er am 16. Juli 1967 zum Dr. phil. promovierte.
Im Jahr 1964 ehelichte Eugen Brixel seine Gattin Eva Leeb, 1965 kam seine Tochter Constanze Viola und 1973 seine Tochter Regine Cosima zur Welt.
Die Militärzeit leistete er von 1967 bis 1969 bei der Gardemusik Wien und der Militärmusik Salzburg und legte am 7. November 1968 in Wien die Militärkapellmeisterprüfung ab. Zwischen 1969 und 1974 war Eugen Brixel als Leiter der städtischen Musikschule Feldbach tätig. Er gründete den Theaterverein „Die Theatraliker“, initiierte die Sommerfestspiele Feldbach, war Initiator einer Bigband und übernahm die Leitung der Stadtmusik Feldbach.
Im steirischen Blasmusikverband war er zunächst ab 1970 als Landesjugendreferent, ab 1978 dann als Bundesjugendreferent im Österreichischen Blasmusikverband (ÖBV) tätig, ehe ihn der ÖBV 1989 zum Bundeskapellmeister ernannte. Diese Funktion behielt er bis zu seinem Tod.
An der Grazer Musikhochschule (Musikuniversität) arbeitete Eugen Brixel ab 1972 als Hochschulassistent, ab 1978 als Professor (LI) bis zu seinem Tod im Jahr 2000. An der Grazer Kunstuniversität betätigte sich Eugen Brixel im Bereich der Bläserdidaktik, als Dirigent des Hochschulblasorchsters und durch die Einrichtung und Leitung des Blasorchesterleiterkurses. In den drei internationalen Organisationen, die im Schoß der UNESCO sich spezifischen Fragen der Blasmusik widmen, war er im Präsidium verankert: In der CISM als Vorsitzender des Musikbeirates, in der IGEB (Internationale Gesellschaft zur Erforschung und Förderung der Blasmusik) als Vizepräsident und in der WASBE (World Association for Symphonie Bands and Ensembles) als Beirat.
Eugen Brixel erlag am 16. Oktober 2000 einem schweren Krebsleiden.

## Preise und Auszeichnungen
- 1983: Großes Ehrenzeichen des Landes Steiermark
- 1997: Silbernes Ehrenzeichen für Verdienste um die Republik Österreich
- 2000: Großes Goldenes Ehrenzeichen des Landes Steiermark

## Werke

### Solo- und Ensemblewerke
- Audiamus igitur – Burleske für 2 Trompeten, Horn, Posaune, Tuba, Verlag Möseler, 1982
- Sonatine für Klarinette solo

### Blasorchesterwerke
- Bagatellen – ein österreichisches Divertimento in 4 Sätzen, Verlag Helbling
- Esmeralda – Musik aus Südeuropa, Verlag Kliment
- Transatlantic – Rhapsodie, Verlag Adler
- Viennensia – Suite, Verlag Helbling
- Apropos Strauss – zeitgenössische Originalmusik, Verlag Helbling
- Disneyland – Suite, Verlag Kliment
- Salut an Carl Michael (Paraphrase), Konzertmusik, Verlag Ziehrer
- Play Fahrbach, Verlag Kliment
- Jungbläser-Parade – Konzertmarsch, Verlag Helbling
- Musica Solemnis – Sakrale Musik, Verlag Helbling

### Bearbeitungen
- Harmoniemusik D72 (C), Schubert Franz
- Ouvertüre für Harmoniemusik, Viktorin Hallmayr

### Bühnenmusik
- Rittercocktail (Musical, 1961)
- Politik im Walzertakt oder Virginia und der Kaiser (Musical, Libretto: Hermann Demel, 1968)
- Die deutschen Kleinstädter (1971)
- Rapunzel (Märchen, 1982)
- Lippl vulgo Faust (Volksstück von Gerda Klimek, 1993)

## Publikationen
- Die Blasmusik und ihre instrumentengeschichtliche Entwicklung, 1976, Oberneukirchen
- Klarinetten-Bibliographie I, 1977, Wilhelmshaven
- Der Jungmusiker, 1980, Oberneukirchen.
- (mit Wolfgang Suppan): Das große steirische Blasmusikbuch, 1981, Wien
- (mit Martin und Pils): Das ist Österreichs Militärmusik, 1982, Graz
- Das große oberösterreichische Blasmusikbuch, Brandstätter, Wien; München 1984. ISBN 978-3-85447-031-1
- Die Klarinette und das Saxophon, 1983, Oberneukirchen
- (mit M. Schönherr): Karl Komzak. Vater – Sohn – Enkel, 1989, Wien
- Aufsätze in Fachzeitschriften.
- Mitherausgeber der Buchreihe „Alta musica“, 1975–2000.
- Herausgeber von E. Rameis: Die österreichische Militärmusik – von ihren Anfängen bis zum Jahr 1918, 1976, Tutzing 1976